# بلابلاكار
بلابلاكار (بالإنجليزية: BlaBlaCar)‏ هو متجر على الإنترنت فرنسي الجنسية لتقاسم ركوب السيارات. يربط موقعها الإلكتروني وتطبيقاتها المحمولة السائقين والركاب الراغبين في السفر معًا بين المدن ومشاركة تكلفة الرحلة.
كان للمنصة 70 مليون مستخدم في عام 2019 وهي متاحة في 22 دولة  وجميعها تقريبًا في أوروبا وأمريكا اللاتينية - تشمل البلدان: بلجيكا والبرازيل وكرواتيا وجمهورية التشيك وفرنسا وألمانيا والمجر والهند وإيطاليا ولوكسمبورغ والمكسيك وهولندا وبولندا والبرتغال ورومانيا وروسيا وصربيا وسلوفاكيا وإسبانيا وتركيا وأوكرانيا والمملكة المتحدة.

## المفهوم
سميت الخدمة باسم بلابلاكار تبعا لمقياس التصنيف الخاص بها لمستوى الثرثرة التي يفضلها سائق السيارة:
- «بلابلا» (بالإنجليزية: BlaBla)‏ لمن يحب التحدث
- «بلابلابلا» (بالإنجليزية: BlaBlaBla)‏ لمن لا يستطيعون الصمت.[5]

عند إنشاء حساب ينشئ الأعضاء هوية على الإنترنت وبعد ترك التعليقات على تجاربهم مع الأعضاء الآخرين يطورون سمعة.
لا تمتلك الشركة أي مركبات فهي مجرد وسيط يتلقى عمولة (بين 18٪ و 21٪) من كل حجز. كانت الاتصالات مجانية بين المستخدمين في البداية حتى عام 2011 حيث أصبحت منذ ذلك الوقت تمثل 20٪ من التكلفة.

## التاريخ
في عام 2004 اشترى فينسينت كارون اسم المجال «استخدام السيارات.فرنسا» (بالإنجليزية: Covoiturage.fr)‏ وأطلق النسخة الأولى من موقع استخدام السيارات "Covoiturage.fr". في عام 2006 تم بيع اسم المجال إلى فريدريك مازيلا . أنشأ فريدريك شركة كوميوتو (بالإنجليزية: Comuto)‏ التي ستصبح الشركة المالكة لكل موقع جميعة السيارات.
في أغسطس 2008 أطلقت شركة كوميوتوالإصدار الثاني من موقع الويب. يتضمن الإصدار الجديد جانبًا مجتمعيًا يسمح بالتوصية العامة والملفات الشخصية والسير الذاتية. إن موقع استخدام السيارات "Covoiturage.fr" هو موقع ويب خاص بالسفر وموقع ويب مجتمعي. في وقت مبكر من سبتمبر 2008 أصبح موقع استخدام السيارات Covoiturage.fr هو موقع الويب الأول لتقاسم ركوب السيارات في فرنسا.
في عام 2009 أطلقت شركة كوميوتو نسخة إسبانية من الموقع تحت اسم كوميوتو.إسبانيا (بالإنجليزية: Comuto.es)‏. على مدار العام افتتحت شركة كوميوتو الكثير من خدمات تقاسم ركوب السيارات للشركات والمدن مثل: مايف وإيكيا وفينشي بارك والهيئة المستقلة للنقل في باريس وكارفور ومدينة مونروج والعديد من المدن الأخرى. في ديسمبر 2009 كشفت شركة كوميوتو عن تطبيق آيفون الخاص بها وكان على نظيره أندرويد أن ينتظر حتى فبراير 2010.
في يونيو 2011 قدمت شركة كوميوتو موقع بلابلاكار (بالإنجليزية: BlaBlaCar.com)‏ في المملكة المتحدة.
في يونيو 2012 تمت إضافة خدمة الحجز عبر الإنترنت إلى موقع استخدام السيارات Covoiturage.fr حيث يشتري المستخدمون رحلتهم عبر الإنترنت وينقل موقع الويب جزءًا من سعر التذكرة إلى السائق. تم اختبار هذا الحل في غرب فرنسا منذ عام 2011. وضعت خدمة الويب في المكان نموذج أعمالها وبدأت في جني الأرباح. كانت أيضًا وسيلة لجذب السائقين والوصول إلى الكتلة الحرجة. بين يوليو ونوفمبر توسعت شركة كوميوت إلى إيطاليا والبرتغال وبولندا وهولندا ولوكسمبورغ وبلجيكا.
في أبريل 2013 تم إطلاق بلابلاكار في ألمانيا  حيث توجد بالفعل العديد من مواقع تقاسم ركوب السيارات الأخرى. في 29 أبريل تمت إعادة تسمية موقع استخدام السيارات "Covoiturage.fr" باسم «بلابلاكار.فرنسا» (بالإنجليزية: BlaBlaCar.fr)‏ وذلك من أجل توحيد جميع المواقع تحت اسم واحد. في نهاية العام كشف موقع بلابلاكار أن لديهم 5 ملايين عضو  مع مليون مستخدم نشط شهريًا منتشرين في 10 دول.
في يناير 2014 تم طرح بلابلاكار في أوكرانيا وروسيا  وأخذت الشركة في الاعتبار بقوة أن انتشارها في البرازيل ستكون هي الخطوة التالية لها. في سبتمبر كان للخدمة 10 ملايين مستخدم.
في يناير 2015 توسعت بلابلاكار إلى الهند. قامت الشركة بشراء العديد من المنافسين: شركة كاربولينغ (بالإنجليزية: Carpooling)‏ في ألمانيا  وأوتوهوب (بالإنجليزية: Autohop)‏ في أوروبا الشرقية ورايدز (بالإنجليزية: Rides)‏ في المكسيك. سمحت العملية الأخيرة للشركة بأن تطأ قدمها في القارة الأمريكية ولا سيما في المكسيك. في هذا الوقت كان لدى الشركة 290 موظفًا في ثلاث قارات و 20 مليون مستخدم في 19 دولة. في 18 مايو وقعت بلابلاكار شراكة مع أكسا لتأمين مستخدميها.
في أكتوبر 2016 وقعت بلابلاكار عقدًا مع غويورو (بالإنجليزية: GoEuro)‏ لتعويض يستند إلى عدد الاتصالات القائمة.
في أبريل 2017 تم تقديم خدمة تأجير طويلة الأجل لأفضل السائقين. إنه نتيجة شراكة مع المنشئ أوبل وشركة إيه إل دي أوتوموتيف (بالإنجليزية: ALD Automotive)‏ المتخصصة في التأجير طويل الأجل. في الثاني من مايو تم إطلاق تطبيق آخر: تم تجربة بلابلالاينز (بالإنجليزية: BlaBlaLines)‏ وهو تطبيق لتقاسم ركوب السيارات اليومي والذي تم تجريبه على خطين في فرنسا. تم إطلاق النظير آي أو إس (بالإنجليزية: iOS)‏ في 14 سبتمبر.
في 30 يناير 2018 أعطت بلابلاكار لنفسها مظهرًا جديدًا بهوية مؤسسية جديدة ودليل أسلوب. تم أيضًا وضع خوارزمية جديدة لزيادة عدد الرحلات المقترحة للمستخدمين. اعتبارًا من يونيو 2018 زعمت بلابلاكار أن لديها «60 مليون عضو في 22 دولة وأكثر من 18 مليون مسافر كل ثلاثة أشهر».
في نوفمبر 2018 أُعلن أن بلابلاكار ستشتري مشغل ويباس (بالإنجليزية: Ouibus)‏ لحافلات المسافات الطويلة من الشركة الوطنية للسكك الحديدية الفرنسية. كجزء من الصفقة أصبحت الشركة الوطنية للسكك الحديدية الفرنسية مساهماً في بلابلاكار. تم تغيير اسم ويباس إلى بلابلاباس. بالإضافة إلى ذلك جمعت بلابلاكار أيضًا 114 مليون دولار من الشركة الوطنية للسكك الحديدية الفرنسية والمستثمرين السابقين.

## التنفيذ عبر العالم
| الدولة             | اسم الموقع                               | موعد الافتتاح |
| ------------------ | ---------------------------------------- | ------------- |
| فرنسا              | covoiturage.fr أعيدت تسميته BlaBlaCar.fr | 2004 2013     |
| إسبانيا            | Comuto.es أعيدت تسميته BlaBlaCar.es      | 2009 2012     |
| المملكة المتحدة    | Blablacar.co.uk                          | يونيو 2011    |
| إيطاليا            | BlaBlaCar.it                             | 2012          |
| البرتغال           | BlaBlaCar.pt                             | 2012          |
| بولندا             | BlaBlaCar.pl                             | 2012          |
| هولندا             | BlaBlaCar.nl                             | 2012          |
| بلجيكا             | BlaBlaCar.be                             | 2012          |
| ألمانيا            | BlaBlaCar.de                             | ابريل 2013    |
| أوكرانيا           | BlaBlaCar.com.ua                         | يناير 2014    |
| روسيا              | BlaBlaCar.ru                             | يناير 2014    |
| تركيا              | BlaBlaCar.com.tr                         | سبتمبر 2014   |
| الهند              | BlaBlaCar.in                             | يناير 2015    |
| هنغاريا            | BlaBlaCar.hu                             | مارس 2015     |
| كرواتيا            | BlaBlaCar.hr                             | مارس 2015     |
| صربيا              | BlaBlaCar.rs                             | مارس 2015     |
| رومانيا            | BlaBlaCar.ro                             | مارس 2015     |
| المكسيك            | BlaBlaCar.mx                             | أبريل 2015    |
| البرازيل           | BlaBlaCar.com.br                         | ديسمبر 2015   |
| سلوفاكيا           | BlaBlaCar.sk                             | يناير 2016    |
| الجمهورية التشيكية | BlaBlaCar.cz                             | يناير 2016    |

توافر بلابلاكار في العالم اعتبارًا من ديسمبر 2016

اختارت الشركة عدم التوسع في الولايات المتحدة لأن «الغاز أرخص هناك والمدن بعيدة جدًا عن بعضها البعض وكما أن هذه المدن بحد ذاتها أكبر من أن تلتقط الناس وتنزلهم بشكل ملائم هناك».

## التمويل
في عام 2009 جمعت شركة كوميوتو 600 ألف يورو من المؤسسين وأصدقائهم وعائلاتهم.
في يونيو 2010 جمعت شركة كوميوتو 1.25 مليون يورو من شركة آي اس إيه آي (بالإنجليزية: ISAI)‏ التي يديرها جان ديفيد تشامبريدون.
في يناير 2012 جمعت شركة كوميوتو 7.5 مليون يورو من شركة أكسل بارتنرز وشركة آي اس إيه آي وكابيدس وشركاه (بالإنجليزية: Cabiedes & Partners)‏ من أجل تطوير أنشطتها في أوروبا.
في يوليو 2014 جمعت بلابلاكار 100 مليون دولار أمريكي من فينتشرز إندكس بهدف أن تصبح مقدمة الخدمة الأولى لتقاسم ركوب السيارات. في سبتمبر 2015 جمعت الشركة 200 مليون دولار أخرى بشكل أساسي من إنسايت فينتشر بارتنرز في جولة قدرت الشركة بقيمة 1.6 مليار دولار.